# Emblèmes des républiques socialistes soviétiques
Les emblèmes des républiques formant l'Union des républiques socialistes soviétiques comportaient tous principalement le marteau et la faucille et l'étoile rouge qui symbolisait le communisme, ainsi qu'un soleil levant (bien que, dans le cas de la RSS de Lettonie, la Mer Baltique étant à l'ouest de la Lettonie, elle puisse être interprétée comme un soleil couchant), entouré par une couronne de blé (à l'exception de la RSS carélo-finnoise avec une gerbe de seigle). La devise de l'URSS, Prolétaires de tous les pays, unissez-vous !, dans la langue de chaque république et en russe a également été mise sur chacun d'eux. En plus de ces motifs répétitifs, les emblèmes de nombreuses républiques socialistes soviétiques incluent également des spécificités à l'image de leurs paysages, leurs économies ou leurs cultures.
Les emblèmes sont souvent appelés armoiries, mais comme ils ne suivent (délibérément) pas les règles de l'héraldique, ils ne peuvent pas être considérés comme des armoiries. Cependant, ils ont tous suivi le même modèle de base, un modèle qui a parfois conduit à l'utilisation du terme « héraldique socialiste ».
Le tableau ci-dessous présente les versions finales des rendus des emblèmes des républiques socialistes soviétiques avant la dislocation de l'URSS en 1991, ainsi que les emblèmes de deux républiques qui ont cessé d'exister avant cette date. À titre de comparaison, les blasons des États actuels ayant succédé aux républiques socialistes soviétiques sont également présentés. Comme on peut le constater, la plupart des républiques asiatiques post-soviétiques utilisent des emblèmes basés sur ou rappelant les emblèmes de l'ère soviétique. La plupart des républiques européennes, en revanche, sont revenues à leurs héraldiques traditionnelles pré-soviétiques. La Biélorussie a utilisé la Pahonie traditionnelle comme blason de 1991 à 1995, date à laquelle elle a été remplacée par un nouvel emblème ressemblant étroitement à la conception de l'ère soviétique. De plus, la république moldave sécessionniste du Dniestr  (Transnistrie), internationalement reconnue comme faisant partie de la Moldavie, utilise un emblème basé sur l'emblème de la RSS de Moldavie (voir armoiries de la Transnistrie) et de la république populaire autoproclamée de Louhansk, constituée de l'oblast de Louhansk en Ukraine.

## Emblèmes des Républiques Socialistes Soviétiques
| République                        | Emblème                                  | Article principal                  | Caractéristiques spécifiques à la République                                                        | Caractéristiques spécifiques à la République | Armoiries nationales actuelles                                       |
| --------------------------------- | ---------------------------------------- | ---------------------------------- | --------------------------------------------------------------------------------------------------- | -------------------------------------------- | -------------------------------------------------------------------- |
| RSFS de Russie                    |                                          | Emblème de la RSFS de Russie       | Plantes                                                                                             | Blé                                          | Armoiries de la Russie                                               |
| RSFS de Russie                    | Paysages, caractéristiques géographiques | Emblème de la RSFS de Russie       | |                                              | Armoiries de la Russie                                               |
| RSFS de Russie                    | Industrie                                | Emblème de la RSFS de Russie       | |                                              | Armoiries de la Russie                                               |
| RSFS de Russie                    | Ornements                                | Emblème de la RSFS de Russie       | Baroque cartouche                                                                                   |                                              | Armoiries de la Russie                                               |
| RSS d'Ukraine                     |                                          | Emblème de la RSS d'Ukraine        | Plantes                                                                                             | Blé                                          | Armoiries de l'Ukraine                                               |
| RSS d'Ukraine                     | Paysages, caractéristiques géographiques | Emblème de la RSS d'Ukraine        | |                                              | Armoiries de l'Ukraine                                               |
| RSS d'Ukraine                     | IIndustrie                               | Emblème de la RSS d'Ukraine        | |                                              | Armoiries de l'Ukraine                                               |
| RSS d'Ukraine                     | Ornements                                | Emblème de la RSS d'Ukraine        | Baroque cartouche                                                                                   |                                              | Armoiries de l'Ukraine                                               |
| RSS de Bielorussie                |                                          | Emblème de la RSS de Biélorussie   | Plantes                                                                                             | Blé, trèfle, lin                             | Emblème de la Biélorussie                                            |
| RSS de Bielorussie                | Paysages, caractéristiques géographiques | Emblème de la RSS de Biélorussie   | |                                              | Emblème de la Biélorussie                                            |
| RSS de Bielorussie                | Industrie                                | Emblème de la RSS de Biélorussie   | |                                              | Emblème de la Biélorussie                                            |
| RSS de Bielorussie                | Ornements                                | Emblème de la RSS de Biélorussie   | |                                              | Emblème de la Biélorussie                                            |
| RSS d'Ouzbékistan                 |                                          | Emblème de la RSS d'Ouzbékistan    | Plantes                                                                                             | Blé, coton                                   | Emblème de l'Ouzbékistan                                             |
| RSS d'Ouzbékistan                 | Paysages, caractéristiques géographiques | Emblème de la RSS d'Ouzbékistan    | |                                              | Emblème de l'Ouzbékistan                                             |
| RSS d'Ouzbékistan                 | Industrie                                | Emblème de la RSS d'Ouzbékistan    | |                                              | Emblème de l'Ouzbékistan                                             |
| RSS d'Ouzbékistan                 | Ornements                                | Emblème de la RSS d'Ouzbékistan    | |                                              | Emblème de l'Ouzbékistan                                             |
| RSS Kazakhe                       |                                          | Emblème de la RSS kazakhe          | Plantes                                                                                             | Blé                                          | Emblème du Kazakhstan                                                |
| RSS Kazakhe                       | Paysages, caractéristiques géographiques | Emblème de la RSS kazakhe          | |                                              | Emblème du Kazakhstan                                                |
| RSS Kazakhe                       | Industrie                                | Emblème de la RSS kazakhe          | |                                              | Emblème du Kazakhstan                                                |
| RSS Kazakhe                       | Ornements                                | Emblème de la RSS kazakhe          | |                                              | Emblème du Kazakhstan                                                |
| RSS de Georgie                    |                                          | Emblème de la RSS de Géorgie       | Plantes                                                                                             | Blé, grappe de raisin                        | Armoiries de la Géorgie                                              |
| RSS de Georgie                    | Paysages, caractéristiques géographiques | Emblème de la RSS de Géorgie       | Montagnes du caucase                                                                                |                                              | Armoiries de la Géorgie                                              |
| RSS de Georgie                    | Industrie                                | Emblème de la RSS de Géorgie       | |                                              | Armoiries de la Géorgie                                              |
| RSS de Georgie                    | Ornements                                | Emblème de la RSS de Géorgie       | Ornement georgien avec une étoile à sept branches provenant des armoiries géorgiennes d'avant 1921. |                                              | Armoiries de la Géorgie                                              |
| RSS d'Azerbaîjan                  |                                          | Emblème de la RSS d'Azerbaijan     | Plantes                                                                                             | Blé, coton                                   | Armoiries de l'Azerbaïdjan                                           |
| RSS d'Azerbaîjan                  | Paysages, caractéristiques géographiques | Emblème de la RSS d'Azerbaijan     | |                                              | Armoiries de l'Azerbaïdjan                                           |
| RSS d'Azerbaîjan                  | Industrie                                | Emblème de la RSS d'Azerbaijan     | Forages pétrolier                                                                                   |                                              | Armoiries de l'Azerbaïdjan                                           |
| RSS d'Azerbaîjan                  | Ornements                                | Emblème de la RSS d'Azerbaijan     | |                                              | Armoiries de l'Azerbaïdjan                                           |
| RSS de Lituanie                   |                                          | Emblème de la RSS de Lituanie      | Plantes                                                                                             | Blé, chêne                                   | Armoiries de la Lituanie                                             |
| RSS de Lituanie                   | Paysages, caractéristiques géographiques | Emblème de la RSS de Lituanie      | |                                              | Armoiries de la Lituanie                                             |
| RSS de Lituanie                   | Industrie                                | Emblème de la RSS de Lituanie      | |                                              | Armoiries de la Lituanie                                             |
| RSS de Lituanie                   | Ornements                                | Emblème de la RSS de Lituanie      | |                                              | Armoiries de la Lituanie                                             |
| RSS de Moldavie                   |                                          | Emblème de la RSS de Moldavie      | Plantes                                                                                             | Blé, maïs, poires, grappes de raisin         | Armoiries de la Moldavie                                             |
| RSS de Moldavie                   | Paysages, caractéristiques géographiques | Emblème de la RSS de Moldavie      | |                                              | Armoiries de la Moldavie                                             |
| RSS de Moldavie                   | Industrie                                | Emblème de la RSS de Moldavie      | |                                              | Armoiries de la Moldavie                                             |
| RSS de Moldavie                   | Ornements                                | Emblème de la RSS de Moldavie      | |                                              | Armoiries de la Moldavie                                             |
| RSS de Lettonie                   |                                          | Emblème de la RSS de Lettonie      | Plantes                                                                                             | Blé                                          | Armoiries de la Lettonie                                             |
| RSS de Lettonie                   | Paysages, caractéristiques géographiques | Emblème de la RSS de Lettonie      | Mer Baltique                                                                                        |                                              | Armoiries de la Lettonie                                             |
| RSS de Lettonie                   | Industrie                                | Emblème de la RSS de Lettonie      | |                                              | Armoiries de la Lettonie                                             |
| RSS de Lettonie                   | Ornements                                | Emblème de la RSS de Lettonie      | |                                              | Armoiries de la Lettonie                                             |
| RSS de Kirghize                   |                                          | Emblème de la RSS kirghize         | Plantes                                                                                             | Blé, coton                                   | Emblème du Kirghizistan                                              |
| RSS de Kirghize                   | Paysages, caractéristiques géographiques | Emblème de la RSS kirghize         | Montagnes du Tian Shan                                                                              |                                              | Emblème du Kirghizistan                                              |
| RSS de Kirghize                   | Industrie                                | Emblème de la RSS kirghize         | |                                              | Emblème du Kirghizistan                                              |
| RSS de Kirghize                   | Ornements                                | Emblème de la RSS kirghize         | Broderie du Kirghize                                                                                |                                              | Emblème du Kirghizistan                                              |
| RSS du Tajikistan                 |                                          | Emblème de la RSS du Tadjikistan   | Plantes                                                                                             | Blé, coton                                   | Armoiries du Tadjikistan                                             |
| RSS du Tajikistan                 | Paysages, caractéristiques géographiques | Emblème de la RSS du Tadjikistan   | |                                              | Armoiries du Tadjikistan                                             |
| RSS du Tajikistan                 | Industrie                                | Emblème de la RSS du Tadjikistan   | |                                              | Armoiries du Tadjikistan                                             |
| RSS du Tajikistan                 | Ornements                                | Emblème de la RSS du Tadjikistan   | |                                              | Armoiries du Tadjikistan                                             |
| RSS d'Armenie                     |                                          | Emblème de la RSS d'Arménie        | Plantes                                                                                             | Blé, grappes de raisin                       | Armoiries de l'Arménie                                               |
| RSS d'Armenie                     | Paysages, caractéristiques géographiques | Emblème de la RSS d'Arménie        | Mont Ararat                                                                                         |                                              | Armoiries de l'Arménie                                               |
| RSS d'Armenie                     | Industrie                                | Emblème de la RSS d'Arménie        | |                                              | Armoiries de l'Arménie                                               |
| RSS d'Armenie                     | Ornements                                | Emblème de la RSS d'Arménie        | |                                              | Armoiries de l'Arménie                                               |
| RSS du Turkménistan               |                                          | Emblème de la RSS du Turkménistan  | Plantes                                                                                             | Blé, coton, grappes de raisin                | Emblème du Turkménistan                                              |
| RSS du Turkménistan               | Paysages, caractéristiques géographiques | Emblème de la RSS du Turkménistan  | Paysage turkmène                                                                                    |                                              | Emblème du Turkménistan                                              |
| RSS du Turkménistan               | Industrie                                | Emblème de la RSS du Turkménistan  | Forages pétrolier                                                                                   |                                              | Emblème du Turkménistan                                              |
| RSS du Turkménistan               | Ornements                                | Emblème de la RSS du Turkménistan  | gillam detail d'un tapi turkmène                                                                    |                                              | Emblème du Turkménistan                                              |
| RSS d'Estonie                     |                                          | Emblème de la RSS d'Estonie        | Plantes                                                                                             | Blé, pin, Picea                              | Armoiries de l'Estonie                                               |
| RSS d'Estonie                     | Paysages, caractéristiques géographiques | Emblème de la RSS d'Estonie        | |                                              | Armoiries de l'Estonie                                               |
| RSS d'Estonie                     | Industrie                                | Emblème de la RSS d'Estonie        | |                                              | Armoiries de l'Estonie                                               |
| RSS d'Estonie                     | Ornements                                | Emblème de la RSS d'Estonie        | |                                              | Armoiries de l'Estonie                                               |
| Républiques dissoutes avant 1991  |                                          |                                    | |                                              |                                                                      |
| RSS Carélo-Finnoise (1940-1956)   |                                          | Emblème de la RSS Carelo-Finnoise  | Plantes                                                                                             | Seigle, pin                                  | Armoiries de la République de Carélie (partie autonome de la Russie) |
| RSS Carélo-Finnoise (1940-1956)   | Paysages, caractéristiques géographiques | Emblème de la RSS Carelo-Finnoise  | Paysage de Carélie                                                                                  |                                              | Armoiries de la République de Carélie (partie autonome de la Russie) |
| RSS Carélo-Finnoise (1940-1956)   | Industrie                                | Emblème de la RSS Carelo-Finnoise  | |                                              | Armoiries de la République de Carélie (partie autonome de la Russie) |
| RSS Carélo-Finnoise (1940-1956)   | Ornements                                | Emblème de la RSS Carelo-Finnoise  | Broderie de Carélie                                                                                 |                                              | Armoiries de la République de Carélie (partie autonome de la Russie) |
| RSFS de Transcaucasie (1922-1936) |                                          | Emblème de la RSS de Transcaucasie | Plantes                                                                                             | Blé, coton, maïs, riz, grappes de raisin     |                                                                      |
| RSFS de Transcaucasie (1922-1936) | Paysages, caractéristiques géographiques | Emblème de la RSS de Transcaucasie | Montagnes du Caucase                                                                                |                                              |                                                                      |
| RSFS de Transcaucasie (1922-1936) | Industrie                                | Emblème de la RSS de Transcaucasie | Usine, forages pétrolier                                                                            |                                              |                                                                      |
| RSFS de Transcaucasie (1922-1936) | Ornements                                | Emblème de la RSS de Transcaucasie | |                                              |                                                                      |

## Autres emblèmes des territoires post-soviétiques

### Territoires indépendants actuels

Emblème de la république auto-proclamé de Moldavie du Dniestr
Armoiries de la république auto-proclamé d'Artsakh
Emblème de la république auto-proclamé de l'Abkhazie
Emblème de la république auto-proclamé d'Ossétie du Sud-Alanie

### Anciens territoires indépendants

Emblème de la république tchétchène d'Itchkérie (1990-1997)
Armoiries de la république autoproclamée de Crimée (2014)
Emblème de la république populaire auto-proclamé de Lougansk (2014-2022)
Armoiries de la république populaire auto-proclamé de Donetsk (2014-2022)